# Alphaville Urbanismo
Alphaville Urbanismo é uma urbanizadora do Brasil, especializada no desenvolvimento de empreendimentos horizontais, além de bairros planejados ou núcleos urbanos. A empresa é conhecida por ter sido responsável pela construção do bairro planejado Alphaville, entre Barueri e Santana do Parnaíba, na Grande São Paulo, embora a construção de fato tenha sido feita pela Construtora Albuquerque Takaoka, já extinta, sociedade entre os engenheiros Yojiro Takaoka e Renato Albuquerque, fundadores da empresa.
Desde o início de suas atividades, na década de 70, a empresa expandiu os seus produtos por mais de 50 cidades, hoje com 124 empreendimentos em 22 estados brasileiros e no Distrito Federal. A empresa tem dois produtos: os empreendimentos Alphaville e Terras Alpha. A companhia também é responsável pelo desenvolvimento da Cidade Alpha, núcleos urbanos menores que uma cidade, mas maiores que um bairro, a exemplo do de Barueri. São polos autossuficientes e sustentáveis.
A empresa também é patrocinadora e organizadora do concurso Urban 21. Esta premiação visa incentivar os universitários a desenvolverem projetos urbanísticos sustentáveis para revitalizar centros urbanos nos municípios brasileiros.

## História
A história da Alphaville Urbanismo se iniciou em 1971, com a criação do projeto do bairro Alphaville, na época em Barueri e que hoje engloba parte do território urbano de Santana de Parnaíba. De acordo com o engenheiro Renato Albuquerque, sócio de Yojiro Takaoka e responsável pelo desenvolvimento do bairro, a ideia era que aquele local, antes desocupado.[carece de fontes?]
No entanto, o então prefeito de Barueri, Guilherme Guglielmo, se opôs à ideia, pois entendia que Barueri já era uma “cidade-dormitório”, unicamente residencial, e que o município carecia de indústrias. Tanto Albuquerque quanto Takaoka, que já haviam começado a primeira etapa do residencial, resolveram mudar os planos. Eles pesquisaram o nicho de mercado e perceberam que era possível estabelecer ali um loteamento empresarial, com foco em empresas não poluidoras e que respeitassem o meio ambiente.[carece de fontes?]
O projeto chamou a atenção da Hewlett Packard (HP), que quis montar ali sua sede empresarial no Brasil, ao estilo da que já existia em Palo Alto, na Califórnia. A empresa norte-americana se tornava a primeira a adquirir um lote no Alphaville.[carece de fontes?]
A chegada da HP desencadeou a procura por dezenas de outras empresas, que montaram no local escritórios e fábricas não-poluentes. O crescimento logo fez surgir a demanda por moradia na região. De acordo com Albuquerque, em entrevista concedida ao jornal O Estado de S. Paulo no dia 11 de outubro de 2015, os executivos e funcionários das empresas reclamavam que não havia bons bairros para morar nas proximidades do complexo e que o trajeto a São Paulo era muito longo para ser feito diariamente.[carece de fontes?]
Esta situação provocou o lançamento do primeiro residencial, então conhecido apenas como Alphaville Residencial. Os empreendedores foram adquirindo os terrenos vizinhos e lançando novas fases. Assim, houve o lançamento do Alphaville 2 e dos seguintes, até o 14.[carece de fontes?]
A primeira cidade para qual o produto Alphaville se dirigiu após a Grande São Paulo, aproveitando o sucesso que os empreendimentos tinham conseguido, foi Campinas, em 1994, mesmo ano do falecimento de Yojiro Takaoka. O primeiro empreendimento fora do estado de São Paulo foi Curitiba, com o empreendimento Alphaville Graciosa, já uma sociedade de Renato Albuquerque o português Nuno Lopes Alves, com quem já tinha desenvolvido dois residenciais em Portugal. Nesta época, a empresa passou a ser formalmente conhecida como Alphaville Urbanismo.[carece de fontes?]
A sociedade entre Albuquerque e Lopes Alves foi responsável por expandir o produto Alphaville pelo Brasil, principalmente nas capitais, até 2006, quando o controle acionário da empresa passou para as mãos do Grupo Gafisa.
O período sob controle da Gafisa significou para a Alphaville Urbanismo S/A a expansão para diversas cidades do interior do país, as chamadas cidades-médias. Entre os exemplos, pode-se citar Petrolina (PE), São José dos Campos (SP), Ponta Grossa (PR) entre vários outros.[carece de fontes?]
Em 2009, a empresa lançou o primeiro residencial Terras Alpha, em foz do Iguaçu.
Em 2013, O Grupo Gafisa vendeu 70% da empresa para as gestoras de fundos de Private Equity Blackstone e Pátria, que mantiveram o ritmo de expansão nacional da empresa após assumir o seu controle acionário. No período entre 2007 e 2013, a Alphaville Urbanismo chegou a responder por mais de 40% dos negócios do Grupo Gafisa. 

## Produtos
A Alphaville Urbanismo S/A trabalha com dois produtos principais. O primeiro é o residencial Alphaville, carro-chefe da marca. Trata-se de um residencial de alto padrão com lotes de, em média, 450 m2. O segundo é o residencial Terras Alpha, que possui os mesmos pilares do Alphaville, mas com lotes pouco menores, por volta de 350 m2, e áreas comuns mais compactas em relação ao primeiro.[carece de fontes?]
Projetos
De modo a garantir o mesmo padrão em todos os projetos, os desenhos de cada empreendimento são desenvolvidos pela própria equipe de arquitetos e urbanistas da empresa, no escritório em São Paulo. Ao mesmo tempo, a Alphaville Urbanismo S/A busca firmar parcerias com profissionais e escritórios de Arquitetura e Urbanismo de cada região que, além de atuarem como consultores do projeto, muitas vezes são responsáveis pelos desenhos dos clubes de lazer e pelo projeto paisagístico dos residenciais. [carece de fontes?]
Cidade Alpha
Além dos produtos Terras Alpha e Alphaville, a Alphaville Urbanismo S/A também desenvolve a Cidade Alpha, tratando-se de uma grande área comum, integrada com o restante do município, com lotes reservados para empreendimentos residenciais, comerciais, empresariais e de serviços.[carece de fontes?]
Um exemplo deste tipo de projeto é o próprio bairro Alphaville, em São Paulo. Lá existem empresas instaladas, universidades, restaurantes, padarias e diversos outros estabelecimentos entre os residenciais. O trânsito por esses locais é livre mesmo para quem não é morador.[carece de fontes?]
Outros projetos que representam o conceito Cidade Alpha são os empreendimentos Cidade Alpha Planalto Central, cujo território de 22 milhões de metros quadrados é dividido entre o Distrito Federal e o estado de Goiás; Cidade Alpha Ceará no município de Eusébio, Grande Fortaleza (CE) (19 milhões de metros quadrados); Cidade Alpha Goiás, no município de Senador Canedo, próximo a Goiânia (GO) (8 milhões de metros quadrados) e Cidade Alpha Pernambuco, no Grande Recife (PE).[carece de fontes?]
Diferentemente do bairro Alphaville de Barueri, os projetos supracitados foram projetados desde o início visando o complexo como um todo. Com previsão de população fixa e flutuante, as áreas são estruturadas para atender a demanda de tráfego, além de diminuir a distância entre a casa e o trabalho, com ciclovias, áreas verdes e espaços de convivência. São modelos planejados que visam ser sustentáveis e com um estilo de vida diferenciado das grandes cidades.[carece de fontes?]
Nos últimos três anos, a Alphaville Urbanismo passou a patrocinar e a organizar, juntamente com a revista Projeto Design, da Arco Editorial, o prêmio Urban 21. É considerado o maior concurso universitário de urbanismo do país. A proposta estimula que equipes de acadêmicos desenvolvam projetos para revitalizar áreas degradadas em áreas urbanas de, no mínimo, 300 mil habitantes. As equipes vencedoras, além de prêmios em dinheiro, ganham um workshop na sede da Alphaville Urbanismo em São Paulo.[carece de fontes?]
Em 2016, a equipe vencedora era formada por acadêmicos da PUC/RJ. Os estudantes elaboraram um projeto para revitalização de uma extensa área no bairro da Tijuca, no Rio de Janeiro (RJ), entre as estações de metrô São Francisco Xavier e Saens Peña, uma região que tinha passado por um processo de degradação ao longo dos anos, com imóveis murados e vazios. O planejamento feito pelos estudantes previa exatamente a integração desses lotes com o espaço público, priorizando a preservação ambiental e o uso de diferentes modais de transporte. 
Em 2015, a equipe campeã era de estudantes do Centro Universitário Univates, de Lajeado (RS). Eles elaboraram um projeto para o Baixo 4º Distrito, uma região de 24 hectares em Porto Alegre. A proposta urbanística previa ruas com áreas verdes ampliadas e espaços onde se priorizava a circulação de pedestres. 